# Madison Lintz
Madison Lintz est une actrice américaine née le 11 mai 1999. Elle a une sœur Mackenzie, et deux frères, Matthew et Macsen ; les quatre frères et sœurs sont acteurs.

## Filmographie

### Cinéma
- 2012 : After de Jenny Gage : Anna jeune
- 2012 : Le Choc des générations de Andy Fickman : Ashley
- 2018 : Tell Me Your Name de Jason DeVan : Hannah

### Télévision
- 2010 : The Walking Dead : Sophia Peletier (8 épisodes)
- 2012 : Nashville :  Dana Butler (ép. S1E08)
- 2012 : American Judy de Beth McCarthy-Miller (téléfilm) : Annie
- 2014 - 2021 : Harry Bosch (Bosch) : Maddie Bosch
- depuis 2022 : Bosch: Legacy : Maddie Bosch

## Voix francophones
En version française, Madison Lintz est doublée par  Camile Timmerman dans Harry Bosch et sa suite et par Lucille Boudonnat dans The Walking Dead.